# Der Fluch der Sünde
Der Fluch der Sünde è un film del 1912. Il nome del regista non viene riportato nei credit del film.

## Produzione
Il film fu prodotto dalla Duskes Kinematographen- und Film-Fabriken GmbH. Venne girato nei Duskes-Filmatelier di Berlino.

## Distribuzione
Distribuito dalla Duskes Kinematographen- und Film-Fabriken GmbH, uscì nelle sale cinematografiche tedesche nel gennaio 1912.